# Pyrgun nazielny
Pyrgun nazielny (Evarcha arcuata) – gatunek pająka z rodziny skakunowatych (Salticidae). 

## Opis
Wyraźnie zaznaczony dymorfizm płciowy. Ciało samic długie na 6-8 mm. Głowotułów brązowy, po bokach białawo owłosiony. Odwłok wypukły, brązowawy lub szarawy, najczęściej również z białą otoczką. Pośrodku w jego przedniej części obecna wąska i podłużna ciemna kreska. Na brzegach natomiast kilka ciemnych i białych pręg biegnących ku środkowi odwłoka. Samce mniejsze od samic, osiągają długość 5-6 mm. Całe ciało czarne lub ciemnobrązowe, wystawione na światło połyskuje. Jedynie przód głowotułowia w okolicach oczu wyraziście pokryty pasmami białych włosków, podobnie jak przednia strona rzepek pierwszych dwóch par odnóży. Same przednie odnóża masywne i zgrubiałe.

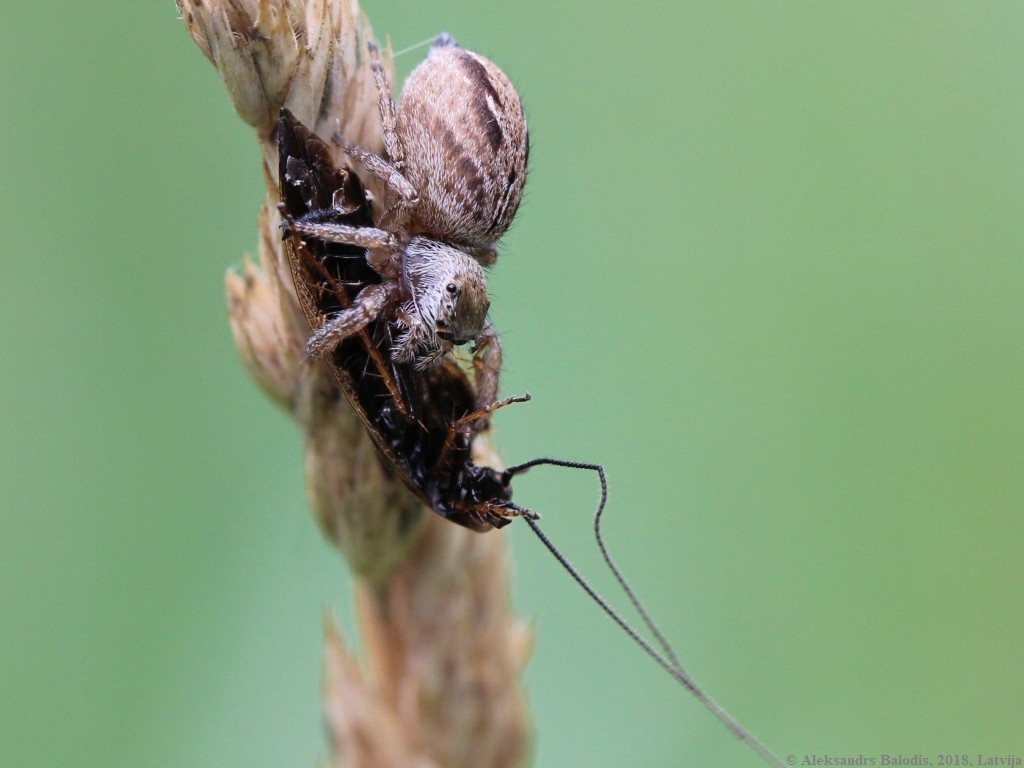
Samica z upolowanym karaczanem (Blattodea)

## Biologia
Zamieszkuje szereg różnych siedlisk, od zagajników i łąk po nieużytki i przydroża. Aktywne wśród roślinności zielnej, najczęściej od kwietnia do października. Poluje aktywnie na inne stawonogi, często znacznie większe od siebie. Jak wszystkie skakuny, szybko przemieszcza się wykonując gwałtowne skoki z liścia na liść. Samce zazwyczaj ruchliwsze od samic, które często skrywają się pod listowiem, szczególnie późnym latem i jesienią, gdy strzegą swoich kokonów jajowych.

## Występowanie
Gatunek palearktyczny, szeroko rozprzestrzeniony w całej Europie, a także miejscami w Azji Zachodniej i Środkowej (Gruzja, Rosja, Kazachstan). W Polsce występuje pospolicie i bardzo licznie na terenie całego kraju.  